# 명동백작 (영화)
"명동백작"은 1970년 공개된 대한민국의 영화이다.

## 배역
- 박노식
- 김지미
- 김희라
- 김신재
- 김청자